# Atriplex sorianoi
Atriplex sorianoi là loài thực vật có hoa thuộc họ Dền. Loài này được Múlgura mô tả khoa học đầu tiên năm 1979.